# Колектив (новине)
Колектив је лист рударско-топионичарског басена Бор. Први број је изашао 1. новембра 1947. У време настанка, биле су то прве радничке новине једног југословенског предузећа. Сваки радник колектива добијао је по један примерак, па су новине вероватно по томе и добиле име. Данас је уређивачки оријентисан на производне планове, рударе, металурге, стручњаке, пред изазовима нових технологија, као и на младе. Иако првенствено намењене информисању радника и са темама из привреде, у новинама се могу пронаћи и друге важне вести из области образовања, културе и науке у Бору и околини. До сада је у листу објављено више од 250 хиљада новинарских чланака, илустрованих са преко 26 хиљада фотографија. Представља претечу многих других локалних медија у Бору. Информације објављене у овим новинама, често преносе или преузимају други веб сајтови, телевизијске станице, као и у друге локални и дневни медијима.
У октобру 2012. изашао је број 2227, са посебним додатком о прослави 65 година постојања листа.
Са званичне интернет презентације, могу се преузети бројеви објављени од априла 2007. до сада.